# Nowoczunka (wieś)
Nowoczunka (ros. Новочунка) – wieś (dieriewnia) w Rosji, w obwodzie irkuckim, w rejonie czuńskim. W 2010 liczył 17 mieszkańców.